# オーラン宇宙服

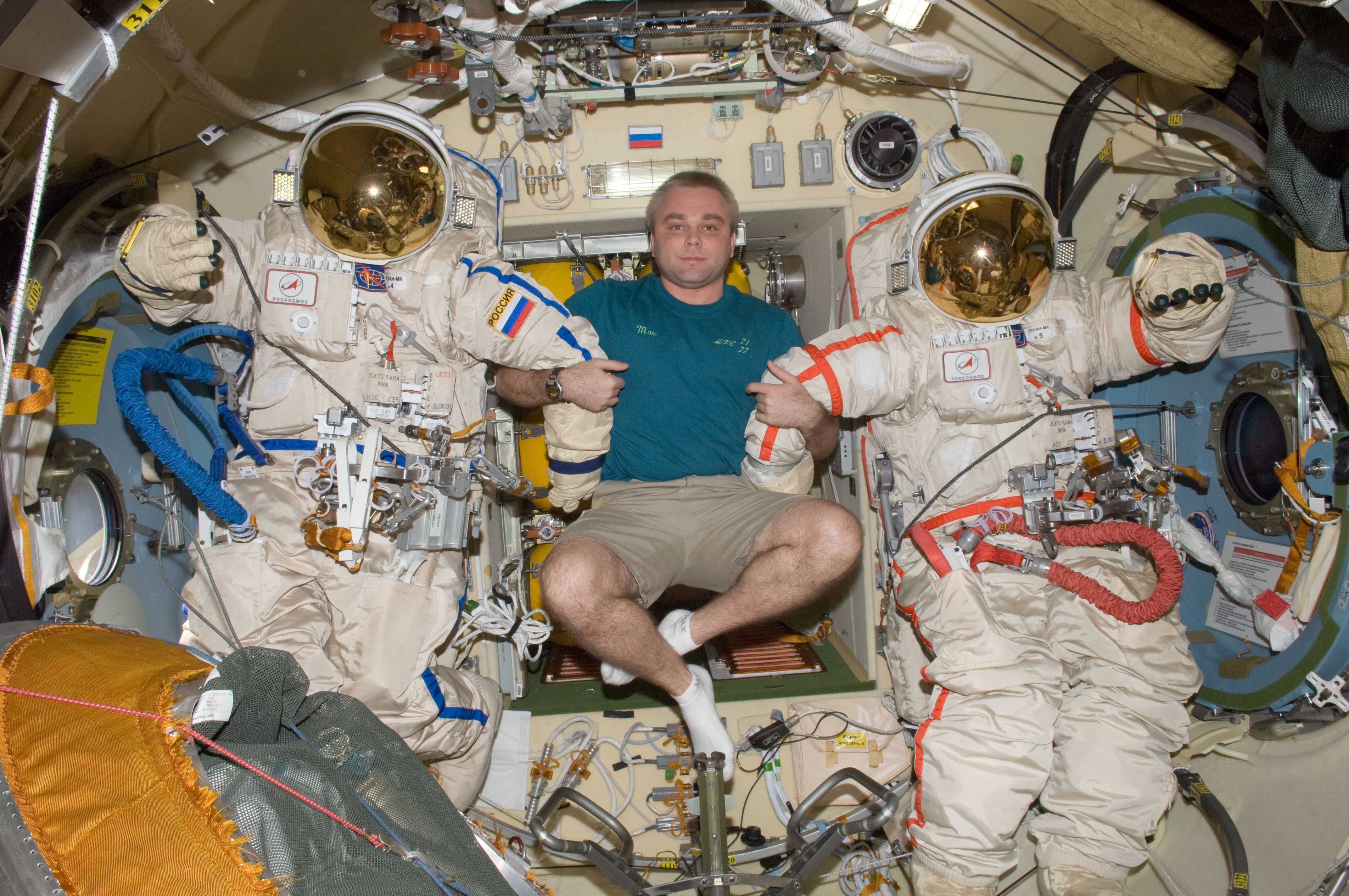
宇宙飛行士マクシム・スラエフと2つのオーラン-MKモデル

オーラン宇宙服(オーランうちゅうふく、英語: Orlan space suit、ロシア語: Скафандр Орлан)は、NPP ズヴェズダが開発したセミリジッド(半剛体)タイプのワンピースタイプの宇宙服である。ロシア語でウミワシという意味の Орлан という単語であり、「オルラーン」と呼ぶが、JAXAでは英語読みに準じた「オーラン」という表記を使用しているのでここではそれに順ずる。
ソビエト連邦の宇宙開発における船外活動で用いられているが、ロシアから購入したものが中国の宇宙遊泳やアメリカ航空宇宙局の地上評価試験等でも用いられている。

ただし、ソユーズ宇宙船内においては、ソコル宇宙服を着用する。

## 歴史
オーラン宇宙服による最初の宇宙遊泳は、1977年12月20日にソユーズ26号のミッションでサリュート6号から行われた。ユーリ・ロマネンコとゲオルギー・グレチコがオーラン-Dのテストを行った。オーラン-DMは1985年8月2日に、サリュート7号のウラジーミル・ジャニベコフとヴィクトル・サヴィヌイフによって初めて用いられた。
オーラン宇宙服はサリュートの時代から用いられていたが、ミールではオーラン-DMAやオーラン-Mが用いられた。オーラン-DMAは1988年11月にムサ・マナロフが初めて用いた。オーラン-Mは1997年からミールが廃止になるまで用いられ、国際宇宙ステーションでも初期段階で使用された。オーラン宇宙服を使った船外活動は、ロシア人、ヨーロッパ人、アメリカ人、中国人によって行われている。中国ではオーラン宇宙服をベースに中国製の飛天宇宙服が開発されたが、神舟7号の宇宙遊泳ではオーラン宇宙服(中国名では「海鷹」)も同時に使われた。
2006年2月3日に、廃棄されたオーラン宇宙服が宇宙服衛星と呼ばれる無線送信機として国際宇宙ステーションから放出された。
2009年6月、最新のオーラン-MKの試験として5時間の船外活動が行われた。新しい宇宙服の主な改良点は、背中の生命維持システム用のバックパック内に設置されている無線遠隔測定器(テレメトリ機器)用のミニコンピュータを交換したことである。このコンピュータが宇宙服の各システムのデータを処理して、故障を検知すると警告を発し、右胸のLCDスクリーンに緊急対応策が表示されるようになった。それまでは、宇宙飛行士が緊急時の対応を頭に記憶しておく必要があった。

## デザイン

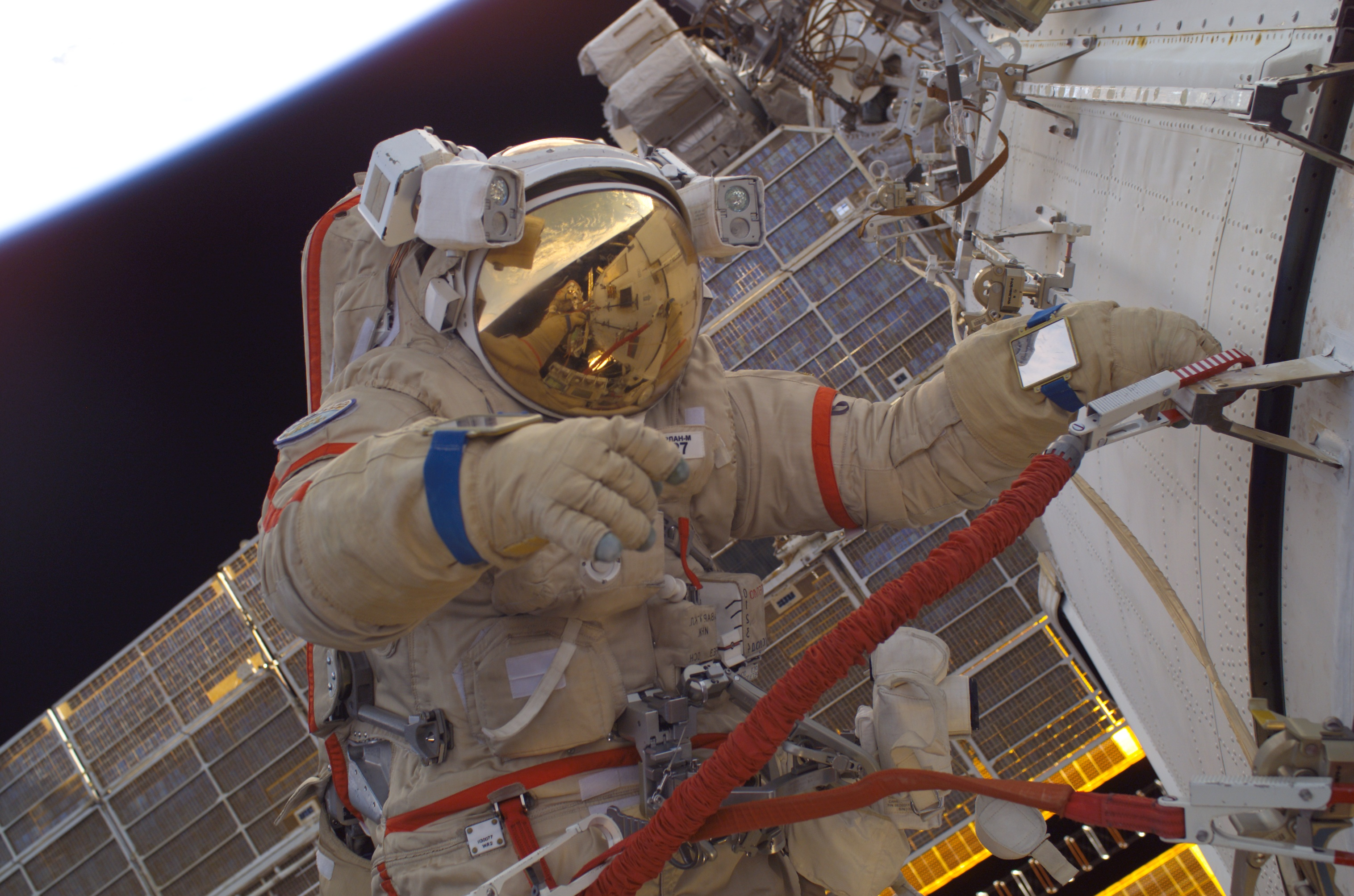
オーラン-Mを着て船外活動する宇宙飛行士ジョン・フィリップス

オーラン宇宙服は、オーラン-D、オーラン-DM、オーラン-DMA、オーラン-M、オーランMKと徐々に改良が行われてきた。オーラン-GN、オーラン-T、オーラン-Vは訓練用として水中などで用いられた。当初のオーラン宇宙服は2時間半の稼働が可能で、ソユーズ計画で月面着陸のために開発された。オーラン-Dでは稼働時間が3時間に伸び、オーラン-Mでは7時間になった。
オーラン宇宙服はセミリジッド(半剛体)タイプで、胴体とヘルメットは剛体で柔軟性はないが、腕と脚は柔軟性がある。背中のバックパックを開けてその後部から入るように設計されており、約5分と比較的早く着ることができる。初期のモデルは、アンビリカルケーブルで宇宙船に繋がれ、電力や通信を供給されていたが、オーラン-DM以降のモデルではこのアンビリカルケーブルは無くなり、自立して活動できるようになった。

## モデル
オーラン
- ミッション:開発1967年-1971年、宇宙飛行なし

*気圧:400hPa
- 重量:59㎏
- 生命維持:5時間

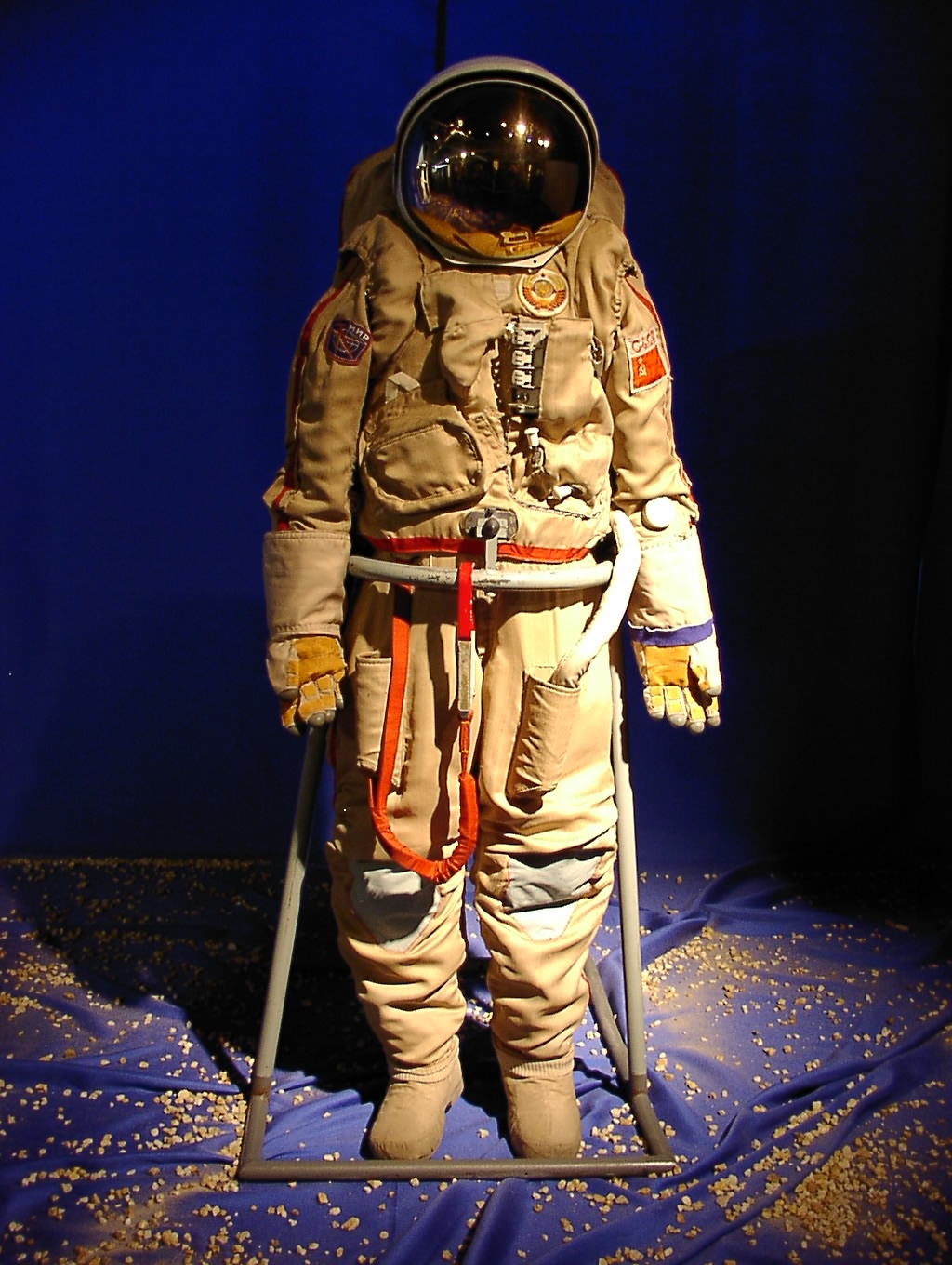
オーラン-D
- ミッション:開発1969年-1977年、使用1977年-1984年、サリュート6号、サリュート7号
- 気圧:400hPa[13]
- 重量:73.5㎏[13]
- 生命維持:5時間[13]

オーラン-DM
- ミッション:使用1985年-1988年、サリュート7号[13]
- 気圧:400hPa[13]
- 重量:88㎏[13]
- 生命維持:6時間[13]

オーラン-DMA
- ミッション:使用1988年-1997年、ミール[13]
- 気圧:400hPa[13]
- 重量:105㎏[13]
- 生命維持:7時間[13]

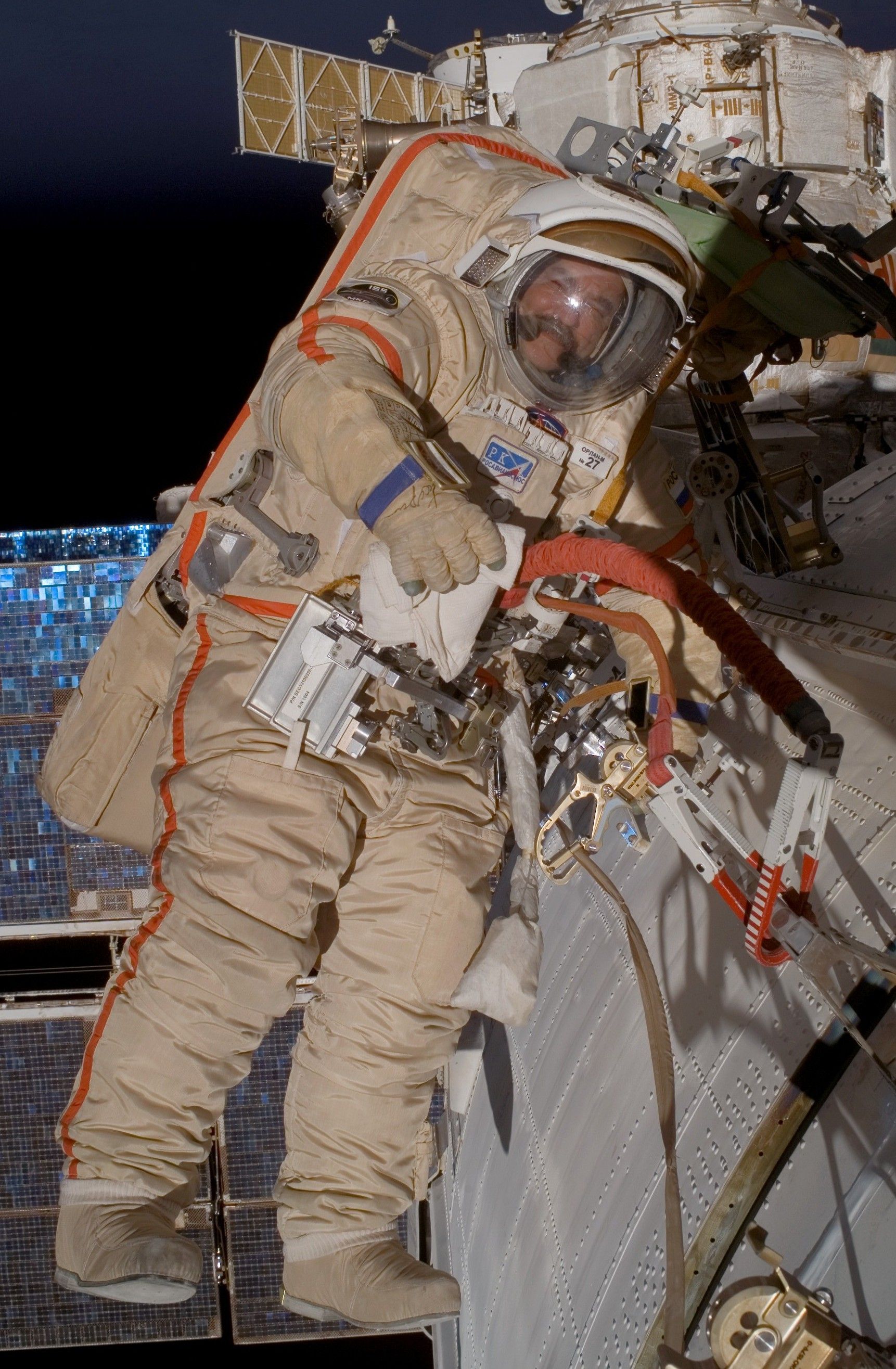
オーラン-M
- ミッション:使用1997年-2009年、ミール、国際宇宙ステーション[13]
- 気圧:400hPa[13]
- 重量:112㎏[13]
- 生命維持:7時間[13]

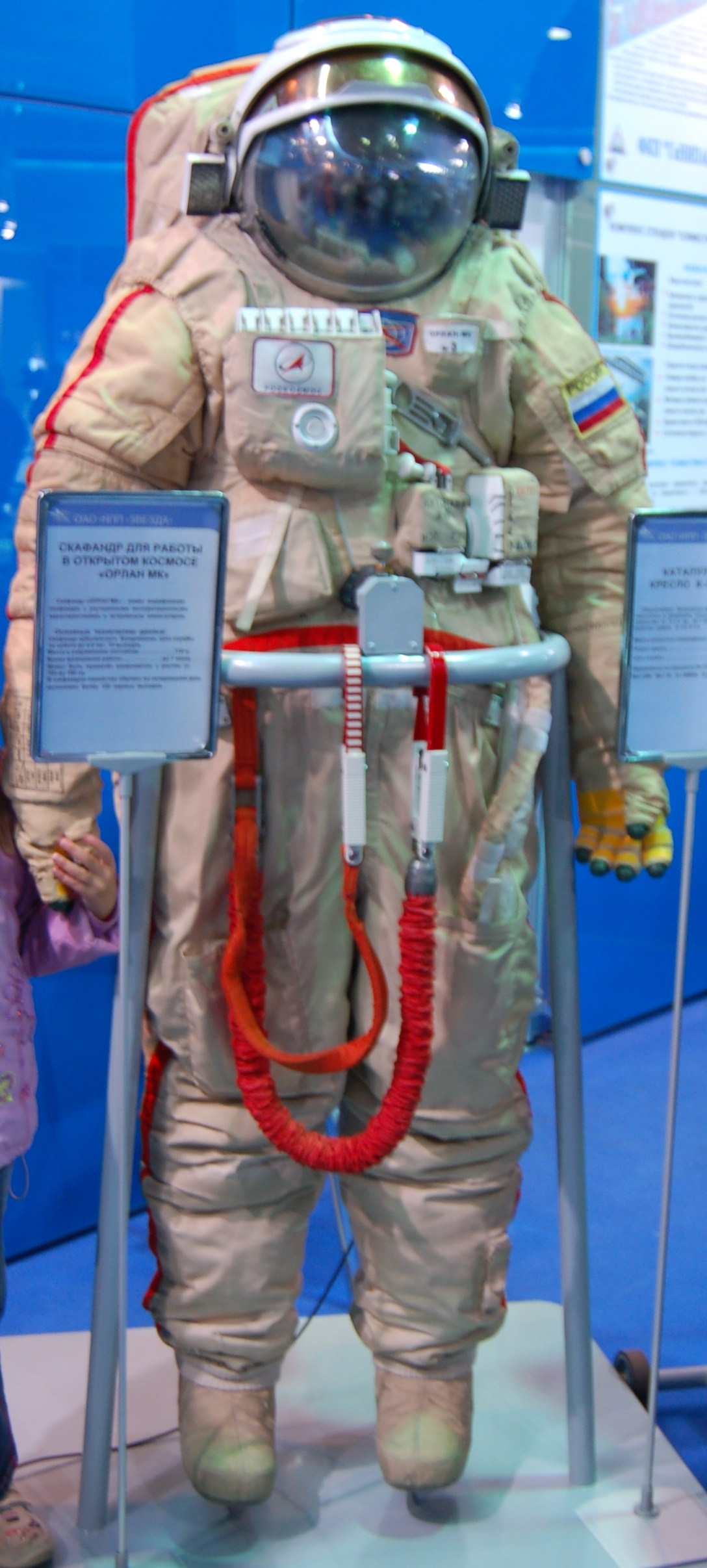
オーラン-MK
- ミッション:使用2009年-現在、国際宇宙ステーション[14]
- 気圧:400hPa
- 重量:120㎏[14]
- 生命維持:7時間

オーラン-MKS
- ミッション:使用2015年-?、国際宇宙ステーション[14]
- 気圧:400hPa
- 生命維持:7時間

## 訓練

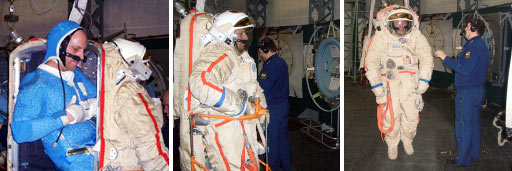
オーラン宇宙服を着るクレイトン・アンダーソン

オーラン宇宙服の訓練は、スターシティにあるガガーリン宇宙飛行士訓練センターで行われる。オーラン-GNは水中訓練、オーラン-Tはエアロックの手順訓練、オーラン-Vは低重力飛行訓練に用いられる。